# Philip Hannan
Philip Matthew Hannan (ur. 20 maja 1913 w Waszyngtonie, zm. 29 września 2011 w Nowym Orleanie) – amerykański duchowny katolicki, arcybiskup Nowego Orleanu w latach 1965-1988.
Jego ojciec był imigrantem z Irlandii, matka zaś rodowitą mieszkanką Waszyngtonu. Ukończył szkołę św. Karola w Catonsville, a następnie Katolicki Uniwersytet Ameryki w stolicy. Wyjechał do Rzymu, gdzie studiował w latach 1936-1939. Licencjat z teologii uzyskał na Uniwersytecie Gregoriańskim, a doktorat po powrocie do kraju na Uniwersytecie Waszyngtońskim. Święcenia kapłańskie otrzymał 8 grudnia 1939 w Rzymie. Pracował dwa lata jako wikariusz po czym jako ochotnik zgłosił się na kapelana wojskowego i został wysłany do Europy. Po wojnie służył w rodzinnej archidiecezji piastując urząd kanclerza Kurii od 1951 roku. W 1952 otrzymał tytuł prałata.
16 czerwca 1956 został mianowany biskupem pomocniczym Waszyngtonu ze stolicą tytularną Hieropolis. Sakrę przyjął 28 sierpnia w waszyngtońskiej katedrze św. Mateusza. Udzielił jej późniejszy kardynał Amleto Giovanni Cicognani, delegat apostolski do USA. Podczas pogrzebu prezydenta Kennedy’ego wygłosił mowę pożegnalną. W czasie Soboru watykańskiego II był rzecznikiem prasowym delegacji amerykańskiego episkopatu. 
29 września 1965 otrzymał nominację na arcybiskupa Nowego Orleanu jako następca Johna Cody’ego, który został przeniesiony do Chicago. Wspierał ubogich i potrzebujących organizując m.in. darmowe jadłodajnie. Energicznie wprowadzał reformy soborowe. Za jego rządów powstało w archidiecezji wiele nowych parafii. W 1987 był gospodarzem wizyty papieża Jana Pawła II w Nowym Orleanie podczas jego pielgrzymki do USA. Rok później przeszedł na emeryturę. 
Podczas długich, ponad dwudziestoletnich rządów stał się jednym z najbardziej uznanych i popularnych mieszkańców Nowego Orleanu. W 2005 miał miejsce Huragan Katrina. Hannan określił to wydarzenie jako karę od Boga za grzechy. Udzielał się publicznie do ostatnich lat życia. W chwili śmierci był trzecim pod względem wieku biskupem amerykańskim.